# Juana Azurduy de Padilla
Juana Azurduy de Padilla (12 juillet 1780 - 25 mai 1862) est une cheffe de guérilla militaire originaire de Chuquisaca, vice-royauté du Rio de la Plata (Sucre, en Bolivie en 2019). Patriote du Haut-Pérou, elle se bat aux cotés de son mari, Manuel Ascencio Padilla (es) dans les guerres d'indépendance de l'Amérique latine pour l'émancipation de la vice-royauté du Rio de la Plata contre la monarchie espagnole. Elle assume le commandement d'opération de guerres qui aboutissent à la formation de la républiquette de la Laguna. 

## Biographie

### Enfance
Juana Azurduy est née le 12 juillet 1780, à Chuquisaca, Haut Pérou, un territoire espagnol de la Vice-royauté du Río de la Plata. Son père, Don Matías Azurduy, est un Spaniard blanc d'origine Basque, patrón d'une hacienda à Toroca,,. Sa mère, Doña Eulalia Bermudez, est une chola (femme ayant des parents  mestizo et indigène) issue d'une famille pauvre de Chuquisaca,. Ce type de famille est inhabituel au sein du système strict de casta du régime colonial espagnol, où Juana est considérée comme étant une mestiza. Elle a un frère plus âgé, Blas, mort en bas âge, et une sœur plus jeune, Rosalía. Après la mort de sa mère en 1787, elle développe une relation exceptionnellement proche avec son père. En dépit des fortes assignations de rôles dans la société coloniale très conservatrice, Don Matías lui enseigne à chevaucher et à tirer, et elle l'accompagne dans son travail avec les ouvriers indigènes,,. Outre sa langue natale espagnole, elle maîtrise le quechua et l'aymara, les langues des peuples indigènes locaux, elle est connue pour avoir passé plusieurs jours dans leurs villages.

### Engagement militaire
Maîtrisant les armes et la cavalerie, elle se voit conférer le grade de lieutenant colonel et commande jusqu'à 10 000 hommes. Elle perd ses cinq enfants dans des actions des espagnols[pas clair]. À la mort de son mari, le 13 septembre 1816 elle continue son engagement, mais lors de l'indépendance en 1825, elle n'est pas intégrée à la nouvelle structure et finie oubliée.
Elle est célébrée dans une chanson éponyme de Mercedes Sosa. Sa mémoire est honorée autant en Bolivie qu'au Pérou ou en Argentine : depuis 2015 elle sa statue à Buenos Aires sur la Plaza del Correo, le Monumento a Juana_Azurduy (es).